# Vincent Auriol
Vincent Auriol (Revel, Alto Garona, 27 de agosto de 1884-París, Île-de-France, 1 de enero de 1966) fue un político socialista francés, miembro de la SFIO, primer Presidente de la Cuarta República entre el 16 de enero de 1947 y el 16 de enero de 1954.

## Sus comienzos
Hijo de un panadero, licenciado en Derecho en 1905, luego doctor en Derecho, ejerció la profesión de abogado en Toulouse, militó en la Sección Francesa de la Internacional Obrera (SFIO) desde su fundación y creó en 1908 un periódico, Le Midi socialiste. Diputado por Muret entre 1914 y 1940, luego alcalde de esa misma localidad en 1925, secretario del grupo socialista en la Cámara de Diputados a partir de 1928, se transforma progresivamente en el experto financiero del Partido Socialista y luego en uno de sus principales dirigentes. Hace adoptar por la SFIO en 1921 y luego por el conjunto de los partidos socialistas europeos en 1922 un plan de recuperación que preveía la creación de una oficina central que se encargaría de todas las regiobnes siniestradas y que sería financiada por préstamos a largo plazo otorgados por el gobierno. Alemania pagaría, por la vía de este organismo, sus reparaciones, mediante deducciones sobre los dividendos de sus bancos e industrias. Pero los socialistas no tenían por entonces la fuerza suficiente para imponer un proyecto semejante.
Entre 1924 y 1926, bajo el gobierno del “Cártel de la izquierda”, Vincent Auriol preside la comisión de finanzas de la Cámara de Diputados.
Ministro sucesivamente de Finanzas, de Justicia y de coordinación de servicios ministeriales de la presidencia del Consejo durante el gobierno del Frente Popular, hostil a los Acuerdos de Múnich, fue uno de los ochenta parlamentarios que votó en contra de otorgar plenos poderes al mariscal Philippe Pétain, el 10 de julio de 1940.

## Segunda Guerra Mundial
En septiembre de ese año, el gobierno de Vichy lo hace detener. Vincent Auriol es encarcelado al principio en Pellevoisin (Indre), después en Vals-les-Bains (Ardèche) y entabla una correspondencia con Léon Blum, donde se muestra totalmente optimista sobre la victoria de las democracias frente al nazismo y el fascismo. Vichy lo hace investigar, pero el tribunal civil de Muret lo absuelve. Es liberado por razones de salud y colocado bajo arresto domiciliario en agosto de 1941. Desde su casa, aconseja a los socialistas resistentes. En 1942, pasa a la clandestinidad y entra en la Resistencia. Escribe “Ayer y mañana”, que será publicado en 1944 en Argel, y en el cual inaugura una reflexión sobre las instituciones que, a su entender, deberían reemplazar a las de la III República. En 1943, consigue alcanzar Londres en avión. Al año siguiente, es presidente de la Comisión de finanzas de la Asamblea Consultiva de Argel. El general Charles De Gaulle apela a menudo a sus consejos.

## Tras la guerra
En 1945 es nombrado ministro de Estado sin cartera por De Gaulle. En 1946 se convierte en presidente de la primera, y luego de la segunda Asamblea constituyente.
Al año siguiente se transforma en el primer presidente de la IV República. Auriol no esperaba, según su expresión, ser un “presidente madero”: ejerce plenamente su función de árbitro.

## Después de la presidencia
En desacuerdo con Guy Mollet, deja la SFIO en 1958 y aprovecha su estatus de expresidente y de líder histórico del socialismo francés para recolectar fondos entre los partidos miembros de la Internacional socialista en beneficio del nuevo Partido Socialista Autónomo.
En 1959 se transforma en miembro de pleno derecho del Consejo Constitucional, pero deja de acudir a sus reuniones a partir de 1960, para protestar contra la interpretación ofensivamente restrictiva de las competencias del Consejo y del Parlamento sustentada por el general De Gaulle: varias leyes, entre ellas la ley Debré sobre la enseñanza escolar, fueron votadas sin que el Consejo constitucional fuera consultado. “Este atrevimiento respecto a la soberanía nacional y a nuestra carta fundamental orienta al régimen constitucional de 1958 hacia un sistema de poder personal y arbitrario en oposición a los principios y reglas esenciales de la democracia”. Vincent Auriol retornará al Consejo el 6 de noviembre de 1962 para votar sobre la constitucionalidad de la ley plebiscitaria que modificaba el modo de elección del presidente de la República. Su último acto político fue el llamado a votar por François Mitterrand en las elecciones presidenciales de diciembre de 1965.
Casado con Michelle Aucouturier en 1912, fue suegro de la aviadora Jacqueline Auriol.